# Theobroma cacao
Il cacao (Theobroma cacao L., 1753; dal nahuatl: cacahuatl) è un albero sempreverde (angiosperma dicotiledone) appartenente alla famiglia delle Malvaceae, originaria dell'America.

## Descrizione
Si presenta in forma di albero sempreverde, alto in media 5-10 metri.

### Foglie
Foglie persistenti, alterne, ovali, con margine lievemente ondulato, lucide nella parte superiore, con picciolo fogliare dotato di articolazione che permette di orientarsi a seconda dell'intensità luminosa. 

### Fiori
I fiori, bianchi, verdi o rosei, spuntano direttamente sul tronco o sui rami adulti (un fenomeno definito caulifloria).  Hanno un calice profondamente diviso, i cinque petali sono clavati, l'ovario è supero.

### Frutti
Dall'ovario, dopo l'impollinazione, si sviluppa il frutto (detto cabossa) di forma allungata di circa 15-30 cm di lunghezza e 8-10 cm di larghezza, di colore giallastro-verdognolo, che diventa bruno-rossastro a maturazione, con la buccia solcata da 10 strisce longitudinali. Può contenere da 25 a 40 semi immersi in una sostanza ricca di zuccheri, chiara, di consistenza gelatinosa e un sapore simile agli agrumi.
I semi sono l'ingrediente principale del cioccolato, mentre la polpa viene utilizzata in alcuni paesi per preparare succhi rinfrescanti, frullati, gelatine e creme.
Il peso della cabosside è variabile fra 300 e 500 grammi, lunghezza di 10-15 cm. In casi eccezionali tale frutto può arrivare anche a 1 kg.

### Semi
All'interno di una polpa asprigna sono racchiusi numerosi semi ovali e piatti, a forma di mandorla (e perciò spesso denominati fave) , di colore bruno-violaceo, disposti in cinque file, contenenti zuccheri, grassi, albuminoidi, alcaloidi e coloranti.
Tra questi alcaloidi, i più importanti sono la teobromina e la caffeina (contenuta in quantità simile al caffè): il primo è un euforizzante mentre il secondo è un eccitante; grosse quantità di cacao possono infatti indurre una dipendenza fisiologica. La teobromina ha inoltre effetti diuretici: era infatti adoperata come diuretico in casi di scompenso cardiaco, finché non è stata rimpiazzata da farmaci più efficaci.
Le fave di cacao (sia crude che tostate) sono commercializzate anche come prodotto a sé.

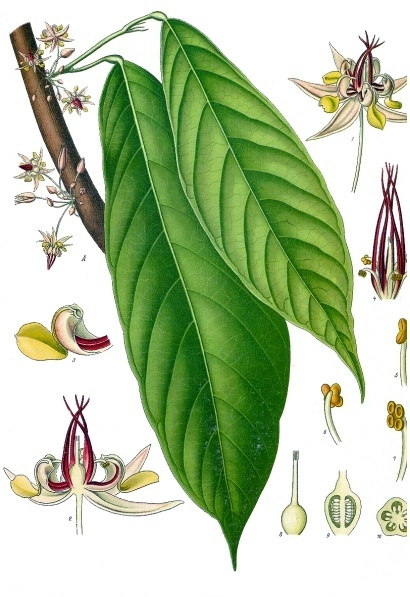
Foglie e fiori
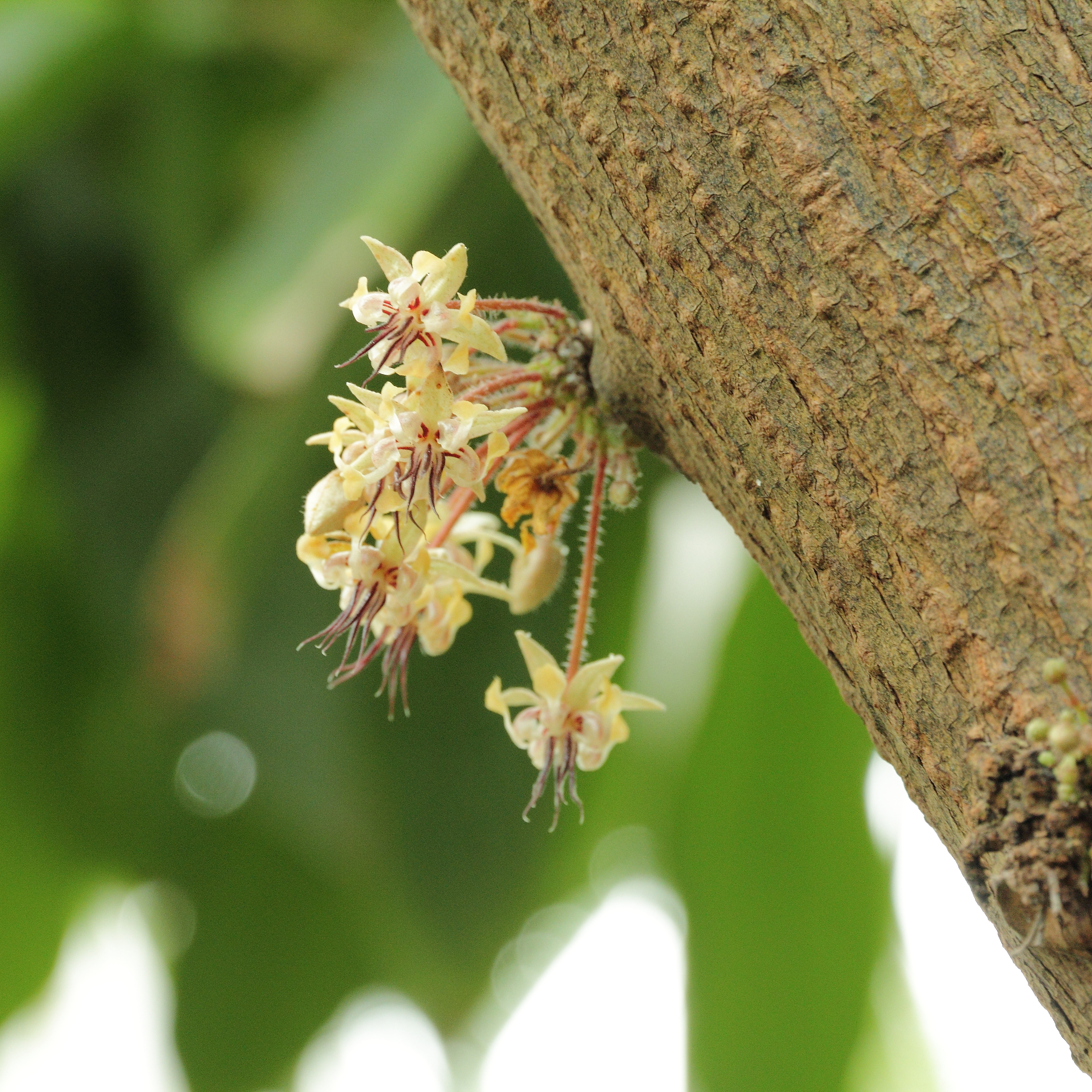
Fiori
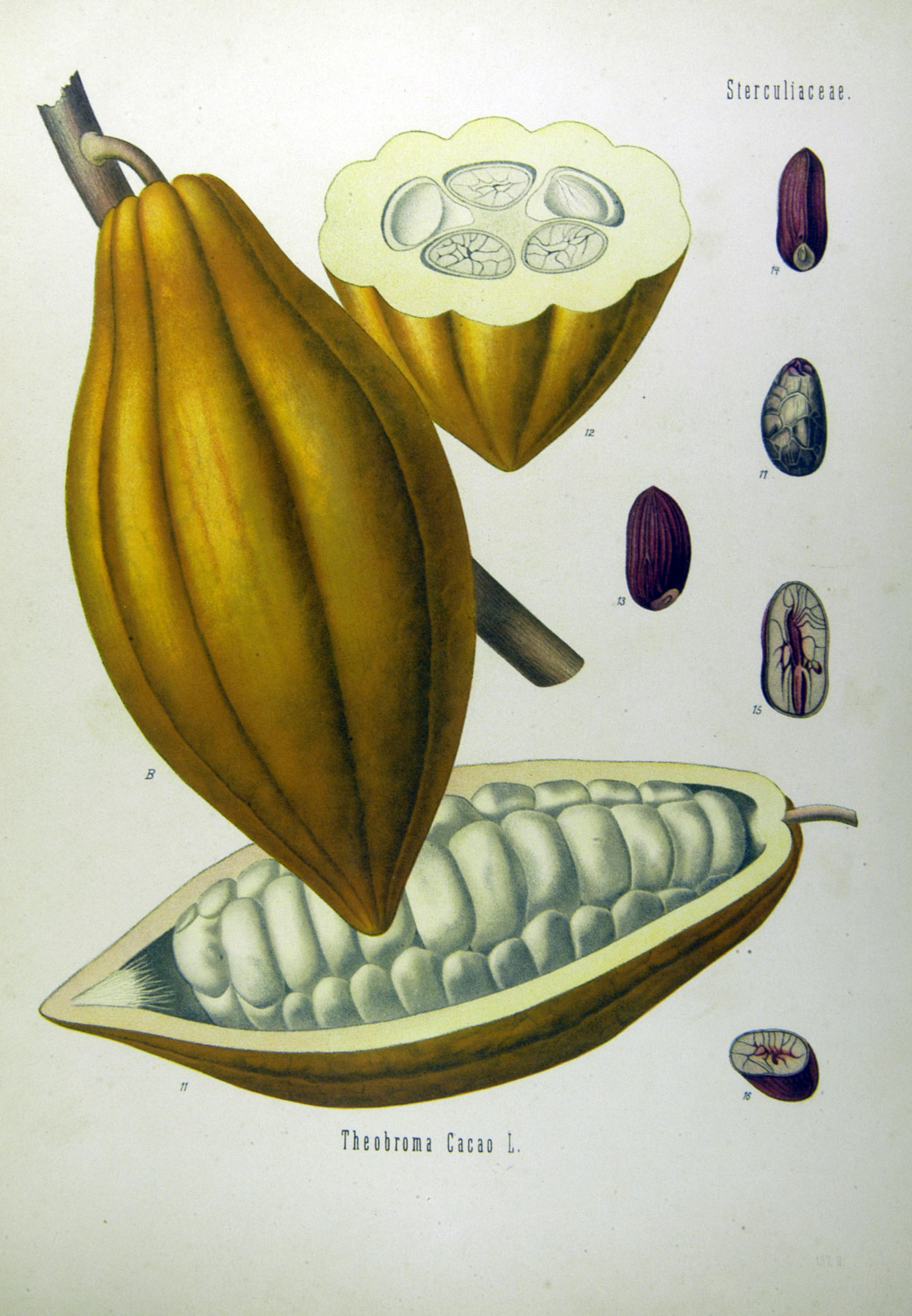
Frutto e semi
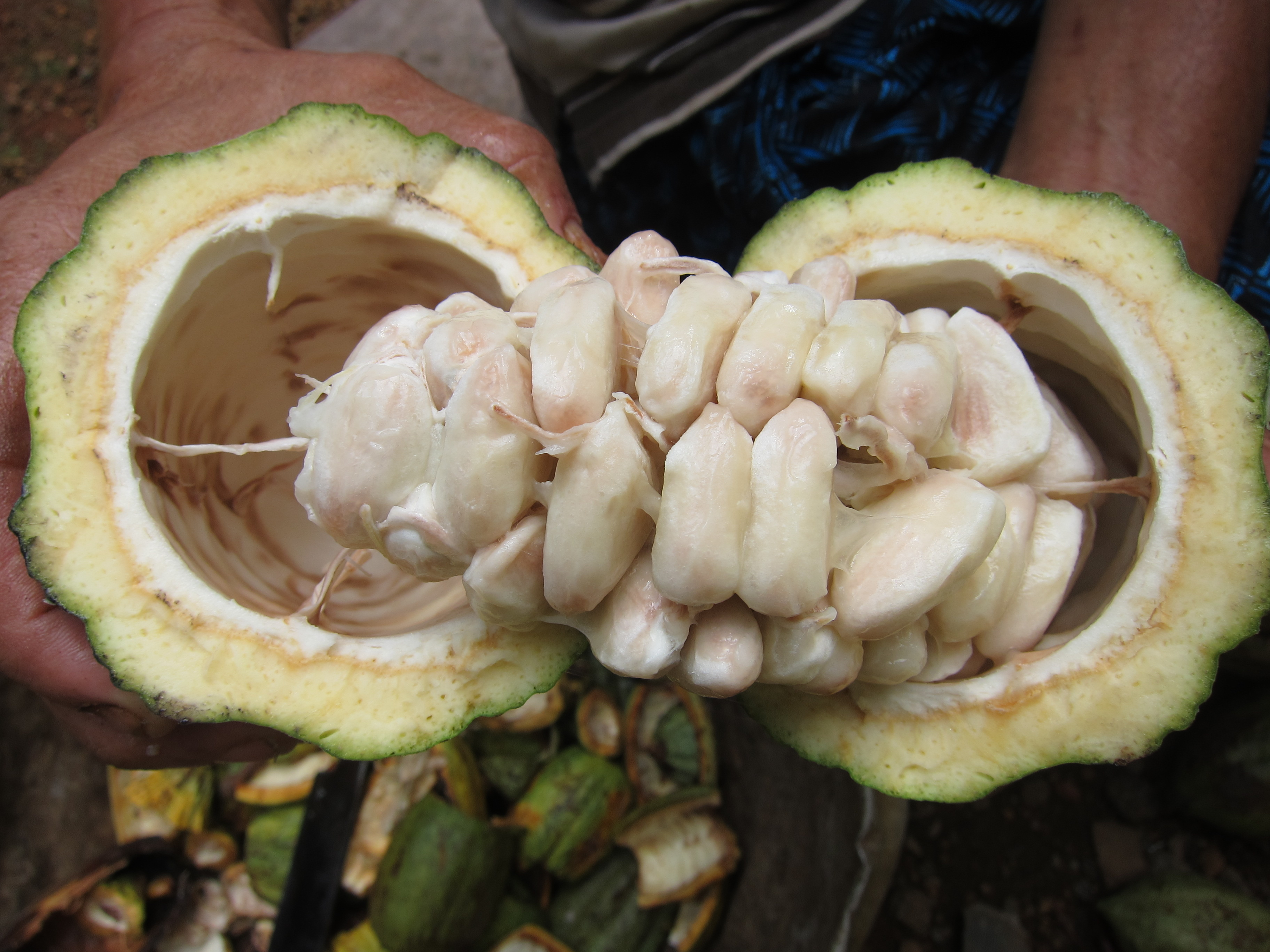
Interno di un frutto
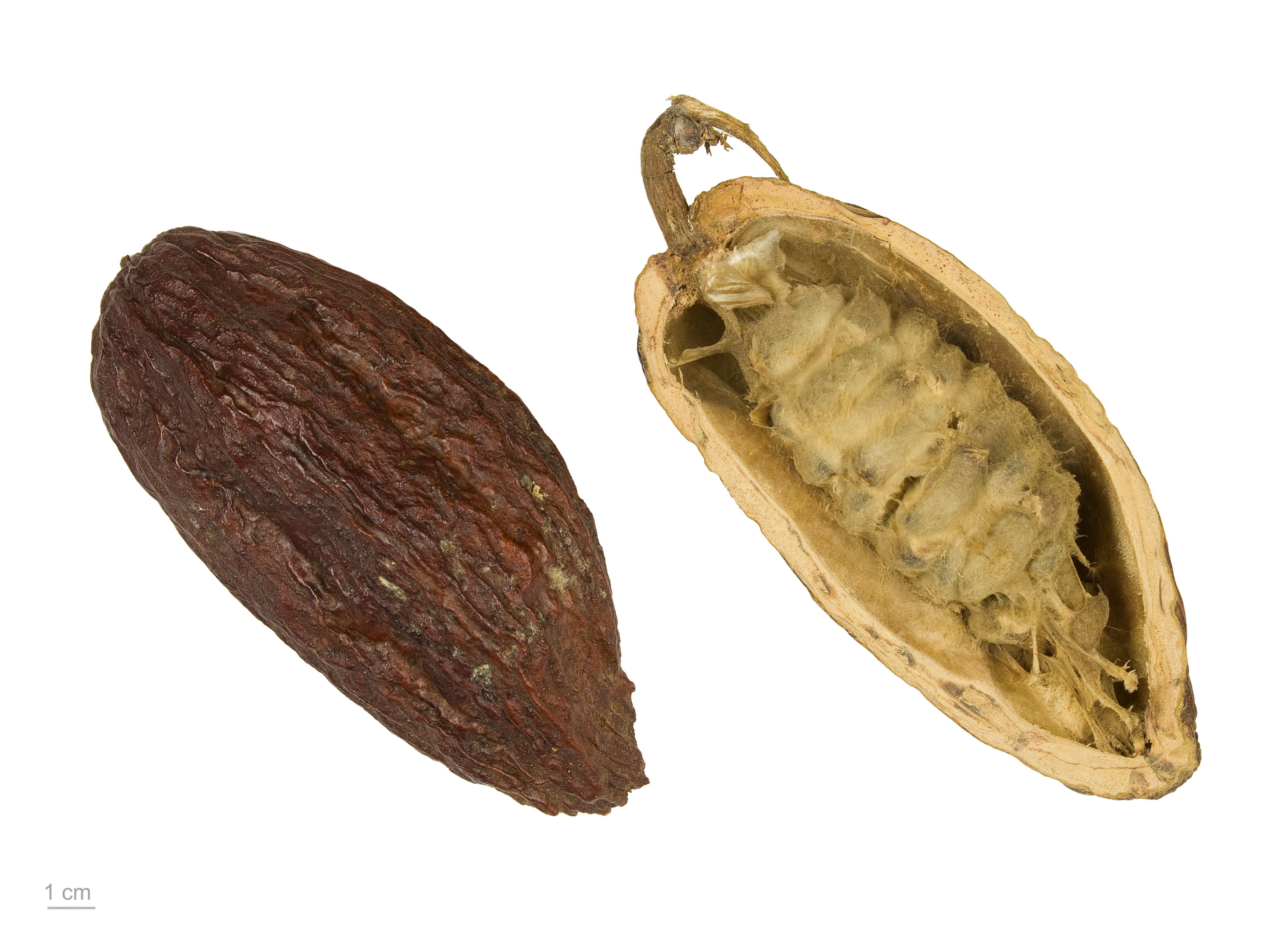
Theobroma cacao - Museum specimen

## Sottospecie
- Cacao criollo - Theobroma cacao cacao definito anche cacao nobile:
  - Semi bianchi, molto profumati e poco amari; originario del Messico, esso rappresenta il seme dei Maya, poco produttivo ma delicato e di qualità pregiata. Il cacao criollo è più diffuso in America centrale e nel nord del Sudamerica, soprattutto nei suoi paesi d'origine, l'Ecuador e il Venezuela. Particolarmente sensibile alle intemperie, ha bisogno di molte cure e la sua resa è relativamente scarsa. I suoi semi sono ricchi di aroma e di sostanze odorose. Il cacao criollo, sia per i ridotti quantitativi che ne vengono prodotti (rappresenta meno del 10% sul totale del raccolto mondiale), sia per il prezzo più alto, è destinato alla fabbricazione di cioccolata di alto pregio.
  - La produzione mondiale non supera l'1% del totale, mentre per la produzione di cioccolato, esso rappresenta il 10% delle specie di cacao utilizzate.
- Cacao forastero - Theobroma cacao sphaerocarpum o cacao di consumo:
  - Semi violetti dal gusto forte e amaro. Robusto e molto produttivo, dunque più a buon mercato.
  - Molto diffuso, con esso viene prodotto l'80% del cioccolato; rappresenta oltre l'80% di tutto il cacao raccolto nel mondo.
  - Coltivato in Africa occidentale, in Brasile e nel sud-est asiatico. Più resistente e di migliore resa, il cacao forastero dà un cacao lievemente aspro e amaro. Nelle varie zone di coltivazione si producono qualità più fini o più ordinarie, che vengono selezionate in funzione dell'uso cui sono destinate oppure mescolate tra loro.
- Cacao trinitario (ibrido dei primi due):
  - Originario dell'isola di Trinidad, al largo della costa venezuelana, con caratteristiche intermedie ai primi due. Si narra che nel 1700 una catastrofe naturale distrusse tutte le piante di cacao criollo coltivate, lasciando delle tracce nei terreni. Dopo alcuni decenni vennero piantati alcuni semi di forastero, che svilupparono questo nuovo ceppo.[2]
  - Coltivato in: Messico, Trinidad, Caraibi, Colombia, Venezuela, Asia sud-orientale. Esso rappresenta il 10% della produzione di cioccolato coprendo l'8% del mercato ed è considerato un prodotto di alta qualità.

## Coltivazione
La coltivazione richiede elevate spese d'impianto e comincia a produrre dal quinto anno, mentre la fruttificazione dura per una trentina d'anni.
La pianta teme l'insolazione diretta e quindi cresce all'ombra di alberi più alti quali palme e banani. Ogni pianta fornisce da 1 a 2 kg di semi secchi; la fruttificazione è continua ma durante l'anno si hanno due periodi di massima produzione.

### Aree geografiche
Il cacao di piantagione è coltivato tra il 20º parallelo nord e il 20º parallelo sud, ad altitudine più bassa rispetto a quello selvatico, per comodità di raccolta.
Tre le grandi zone dove viene coltivato in grandi quantità, in particolare:
- Cacao americano: i più apprezzati sono quello messicano, il Bahía brasiliano (coltivato in Brasile, Colombia ed Ecuador) e infine il Chuao e Porcelana, coltivati in Venezuela.
- Cacao asiatico: Indonesia e Sri Lanka.
- Cacao africano: importante la qualità prodotta in Ghana e anche quelle coltivate in Camerun, Nigeria, Costa d'Avorio e Madagascar.

## Lavorazione dei semi del cacao

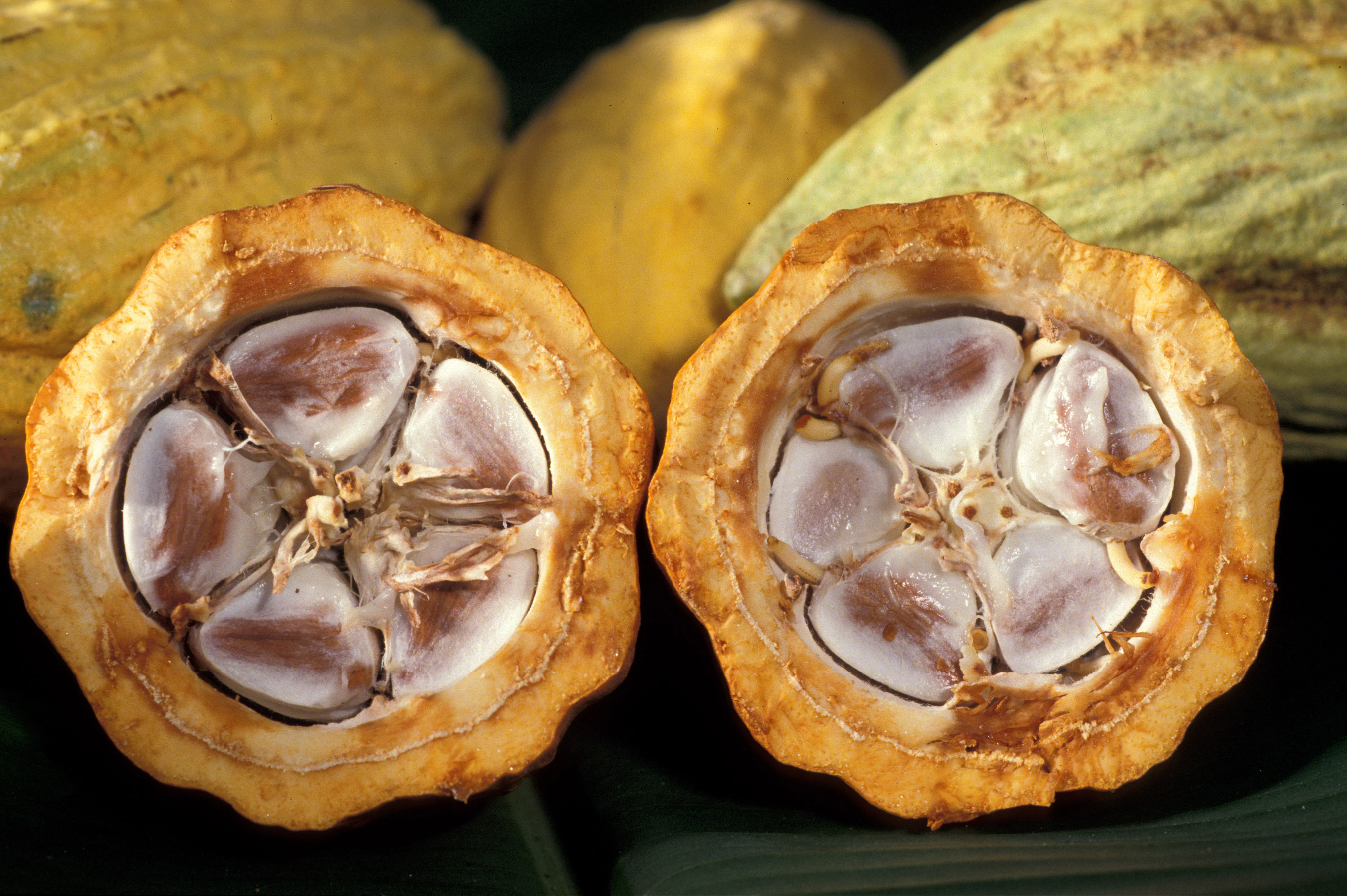
I semi del cacao all'interno del frutto

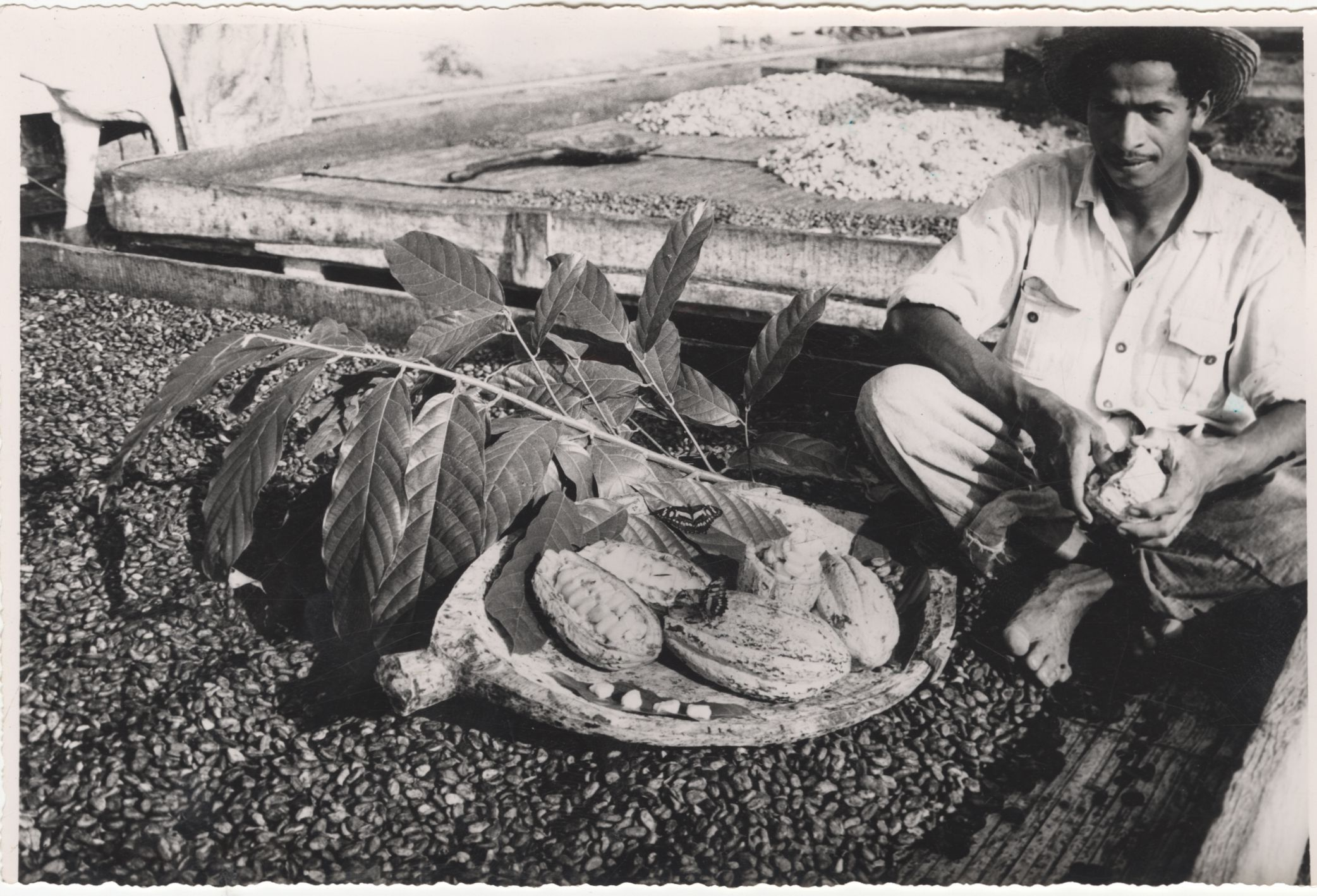
Frutti e semi di cacao in una foto del 1959

Ogni pianta fornisce da 1 a 2 kg di semi secchi. Il cacao secco mercantile, che ha una resa del 50% rispetto al seme raccolto, si ottiene mediante lieve fermentazione, essiccamento e macinazione dei semi stessi.

### Raccolta
Il frutto della pianta (definito cabossa), si raccoglie un paio di volte all'anno, viene schiacciato e lo si fa riposare per circa una settimana, per poi estrarne la polpa ed i semi. Un albero produce dai 20 ai 50 frutti maturi all'anno della dimensione di una barbabietola da zucchero (lunghezza 15~25 cm; diametro 7~10 cm; peso 500 g).

### Fermentazione
Il procedimento di fermentazione può essere leggermente diverso a seconda del tipo di cacao che si vuole ottenere; tempo fa, ad esempio, la fermentazione avveniva in appositi cassoni di legno.
Negli attuali processi di produzione, polpa e semi si fanno fermentare insieme per 5 o 6 giorni; un tempo, invece, la fermentazione del criollo non superava i tre giorni. La temperatura di fermentazione si assesta tra i 45 e i 50 °C e, durante questo periodo, la polpa si liquefà e viene eliminata. La fermentazione inattiva il seme, che smette di germogliare e provoca il rammollimento della polpa rimasta aderente al seme, un processo di leggero addolcimento del cacao e inoltre l'ingrossamento del seme che assume una colorazione bruna; la fermentazione provoca l'ossidazione dei polifenoli; un'ossidazione troppo scarsa provoca un sapore amaro, mentre una troppo spinta rende il seme insipido (formazione dei precursori d'aroma). Attualmente la fase di fermentazione è sostituita dalla fermentazione in armadi su plance in legno di cedro da circa 80 cm che consentono un prodotto fermentato in maniera più omogenea ed esente da muffe.

### Essiccazione

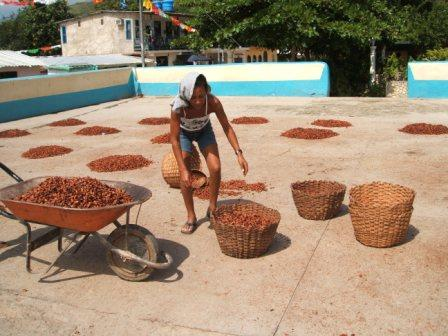
Semi di cacao essiccati al sole

I semi vengono sottoposti ad essiccazione al sole per bloccare la fermentazione e per ridurre il contenuto di umidità che favorirebbe lo sviluppo di muffe. In questa fase occorre molta manodopera per coprire velocemente i semi di cacao in caso di pioggia. Questa fase dura dai 7 ai 15 giorni.
Durante l'essiccatura, i semi vanno accuratamente protetti dall'umidità, che potrebbe indurre la formazione di muffe e rendere il raccolto inutilizzabile per l'uso alimentare. I semi di cacao rovinati sono comunque recuperabili come fonte di burro di cacao, usato anche nell'industria cosmetica.
Un'essiccatura accelerata o artificiale è più rapida, ma produce un cacao di qualità inferiore, usato nelle produzioni industriali.
Con queste procedure i semi sono resi fragili per il rammollimento della pellicola esterna; così le due metà dei semi si suddividono mediante semplice pressione, il seme si divide così in due parti, dette cotiledoni.
Il prodotto essiccato viene poi insaccato ed inviato ai centri di raccolta.

### Tostatura (o torrefazione)

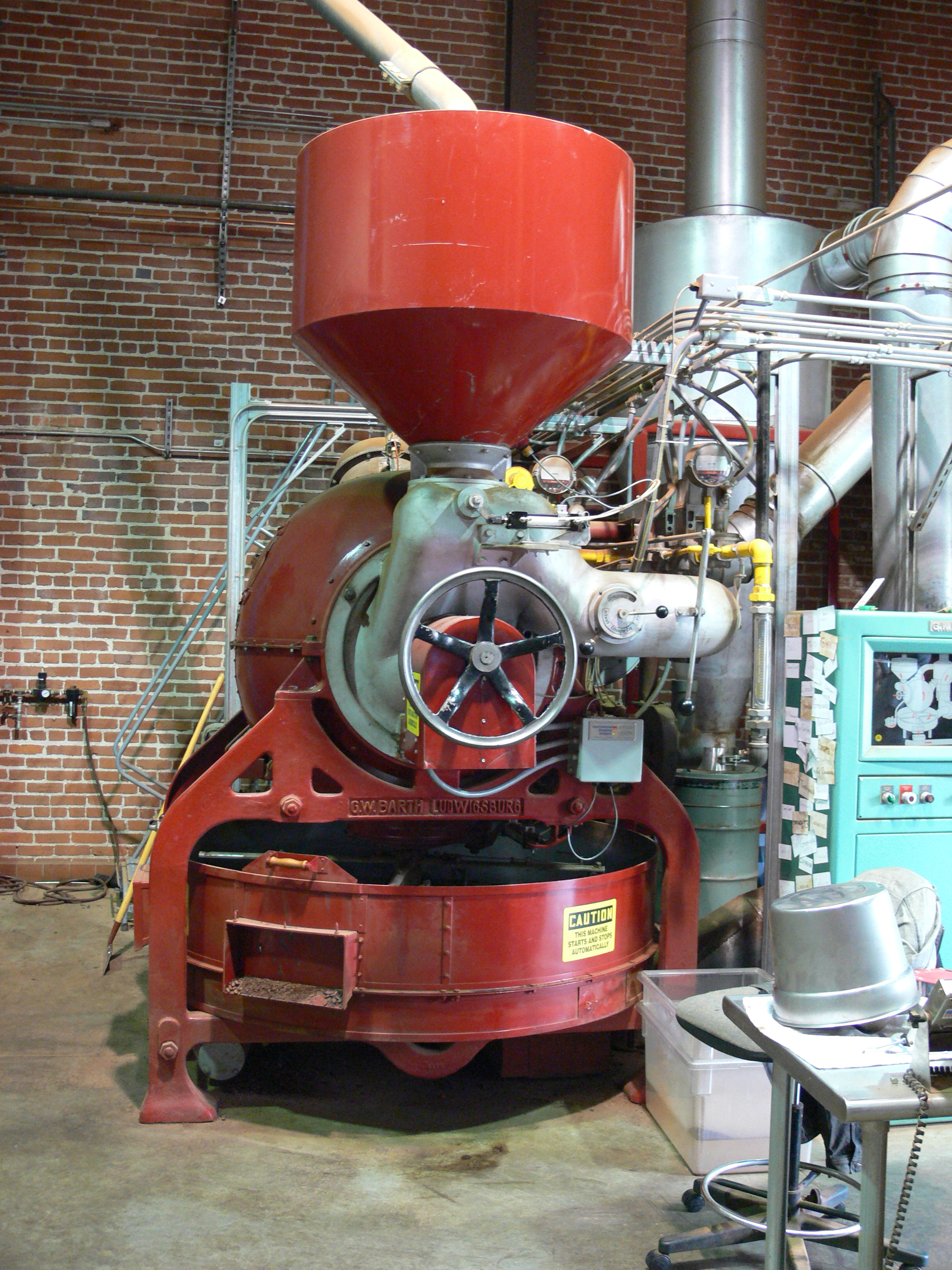
Macchinario utilizzato per la tostatura del cacao

Questo processo, chiamato torrefazione, dura fra i 70 e i 120 min, con temperatura variabile in funzione del prodotto che si vuole ottenere: la produzione di cacao da cioccolato richiede una temperatura fra i 98 e i 104 °C, mentre per la produzione di cacao in polvere fra i 116 e i 121 °C.
Vi sono due tipologie diverse di tostatura:
- in speciali essiccatoi, nei quali i semi, mentre cadono, sono investiti da un getto di aria calda;
- per avanzamento su letto fluido.

Questa operazione serve a facilitare la decorticazione del cacao e anch'essa determina l'addolcimento dello stesso.
Questo trattamento termico può riguardare le fave intere, i cotiledoni, la granella o il liquor. Il trattamento tradizionale prevede che le fave intere vengano investite da aria calda. In questo caso le bucce sono aspirate al termine del processo. La tostatura della granella e del liquor (quest'ultima meno utilizzata) è preceduta da un processo di pre-riscaldamento o pre-tostatura che ha la funzione di ottenere il distacco della buccia, rende il perisperma fragile e secco permettendone il distacco. Il preriscaldamento può anche essere effettuato mediante lampade a infrarossi, aria calda o vapore, trattamenti che consentono un distacco della buccia più ottimale. La temperatura non deve superare i 150 °C anche se la durata e l'entità del trattamento termico possono essere influenzate dalla dimensione, dalla varietà, dal grado di maturazione del frutto. I tempi sono variabili da pochi minuti a due ore circa.
Si ha un'ulteriore riduzione dell'umidità del frutto dal 2-3% circa; la temperatura viene aumentata nel caso in cui il cacao sia destinato alla produzione di cioccolato fondente.
Questo trattamento termico ha la funzione sia di consentire la formazione dell'aroma del cioccolato mediante l'instaurarsi delle reazioni di Maillard e l'ossidazione dei composti fenolici, sia di consentire l'evaporazione di acido acetico ancora eventualmente presente e di altri esteri volatili negativi per l'aroma. Altro ruolo importante è quello igienico-sanitario, dato che così si uccidono microrganismi e larve di parassiti sopravvissuti ai precedenti trattamenti.
Le fave trattate sono poi trasferite agli impianti di separazione bucce e rompicapi.

### Decorticazione e degerminazione
Dopo la tostatura si esegue un lungo processo di decorticazione e di degerminazione per mezzo di macchine apposite; i cotiledoni, dopo questa operazione, possono essere venduti allo stato di fatto oppure la lavorazione può continuare tramite la triturazione.

### Triturazione
I cotiledoni vengono macinati fra cilindri caldi, che, fondendo il grasso contenuto (in percentuali superiore al 50%), li trasforma in una massa viscosa e bruna detta massa o liquore di cacao.
A questo punto viene addizionato di carbonato di potassio ( aggiunto solo nella produzione industriale ma non artigianale) per amalgamare il grasso con le altre componenti ma anche per neutralizzare i tannini. La massa di cacao può essere utilizzata allo stato di fatto se si vuole fare il cioccolato, oppure continuare il trattamento con la separazione del grasso.

### Separazione del grasso

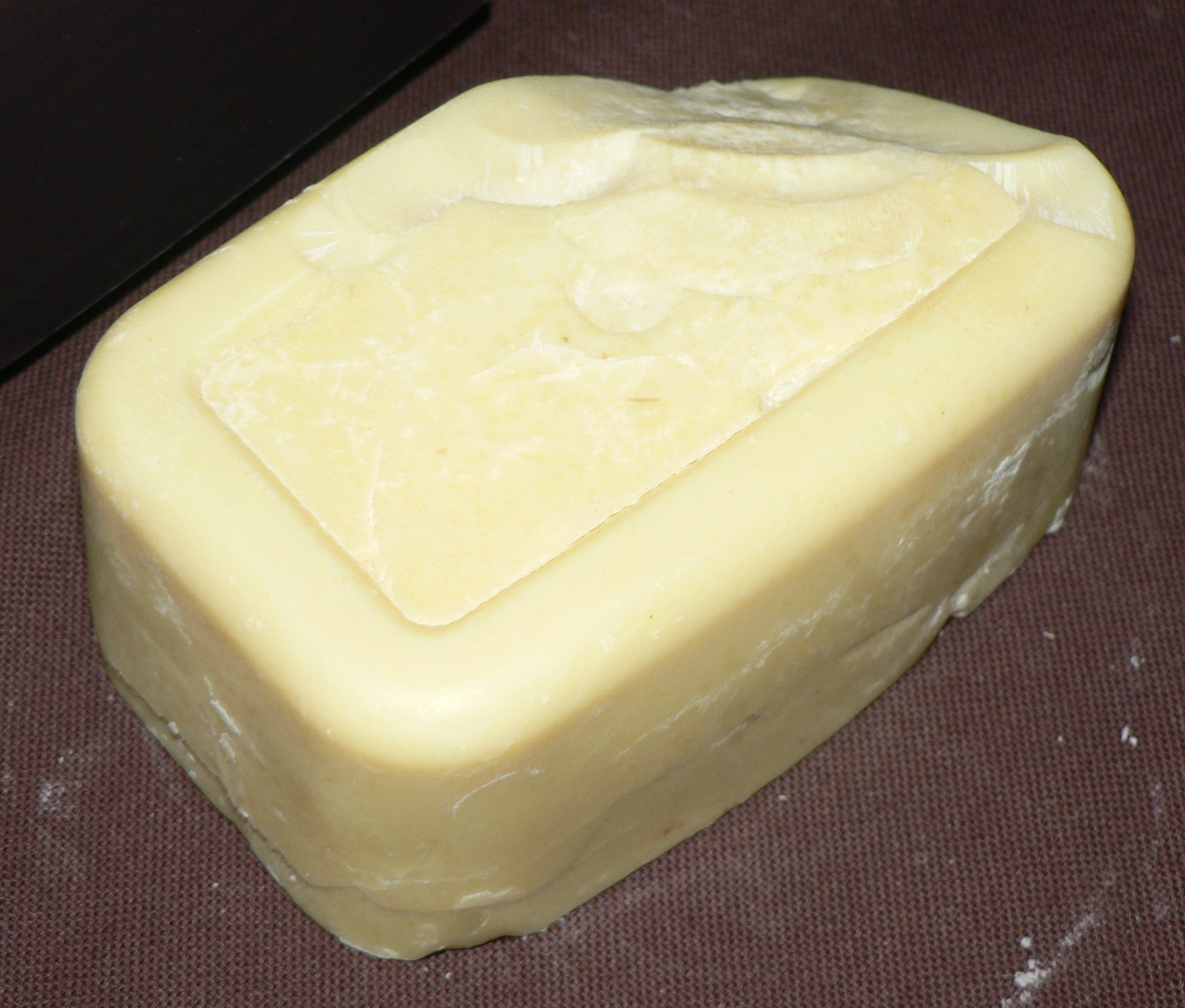
Burro di cacao

Una buona parte del grasso viene separata per pressione, la parte rimanente, che ha ancora il 20-28% di grasso, viene posta in contenitori, nei quali si solidifica in lastre, in ambiente raffreddato, dette panelli.
Il burro di cacao può venire separato dalla pasta ottenuta anche tramite il processo Broma (sacchi di pasta di cacao appesi in una stanza calda, da cui il burro di cacao cola via).

### Macinazione
Le lastre vengono quindi ridotte a polvere impalpabile. Questa polvere viene detta cacao solubile, ma è una denominazione impropria, in quanto non esiste una forma di cacao solubile; tale denominazione indica che la polvere viene suddivisa così finemente da rimanere in sospensione quando è mescolata con acqua.

### Solubilizzazione
Consiste nell'eliminare la parte grassa rimanente tramite un riscaldamento con vapore e carbonato di sodio o di potassio per un tempo sufficiente affinché l'amido si trasformi in destrina e avvenga una parziale scissione del grasso rimanente; questa pratica è molto utilizzata dai fabbricanti olandesi, ma esistono anche altri metodi.

## Economia
Il cacao è coltivato su circa 17 milioni di acri (27.000 miglia quadrate; 69 000 km²) in tutto il mondo. 
| N° | Principali esportatori al 2019 | Principali esportatori al 2019 | Principali importatori al 2019 | Principali importatori al 2019 | Principali consumatori al 2017 | Principali consumatori al 2017 |
|    | Paese                          | Tonnellate                     | Paese                          | Tonnellate                     | Paese                          | Kg/Anno pro capite             |
| -- | ------------------------------ | ------------------------------ | ------------------------------ | ------------------------------ | ------------------------------ | ------------------------------ |
| 1  | Costa d'Avorio                 | 1 448 992                      | Stati Uniti                    | 1 330 167                      | Svizzera                       | 8,8                            |
| 2  | Ghana                          | 835 466                        | Paesi Bassi                    | 1 294 792                      | Austria                        | 8,1                            |
| 3  | Indonesia                      | 777 550                        | Germania                       | 1 099 643                      | Germania                       | 7,9                            |
| 4  | Nigeria                        | 367 000                        | Francia                        | 793 101                        | Regno Unito                    | 7,6                            |
| 5  | Camerun                        | 275 000                        | Belgio                         | 715 195                        | Svezia                         | 6,6                            |
| 6  | Brasile                        | 256186                         | Regno Unito                    | 579 583                        | Belgio                         | 5,6                            |
| 7  | Ecuador                        | 128 449                        | Canada                         | 349 386                        | Russia                         | 4,8                            |
| 8  | Messico                        | 82 000                         | Italia                         | 310 541                        | Stati Uniti                    | 4,4                            |
| 9  | Perù                           | 71 175                         | Spagna                         | 349 581                        | Francia                        | 4,3                            |
| 10 | Rep. Dominicana                | 68 021                         | Polonia                        | 265 983                        | Brasile                        | 1,2                            |

### Mercato del cacao

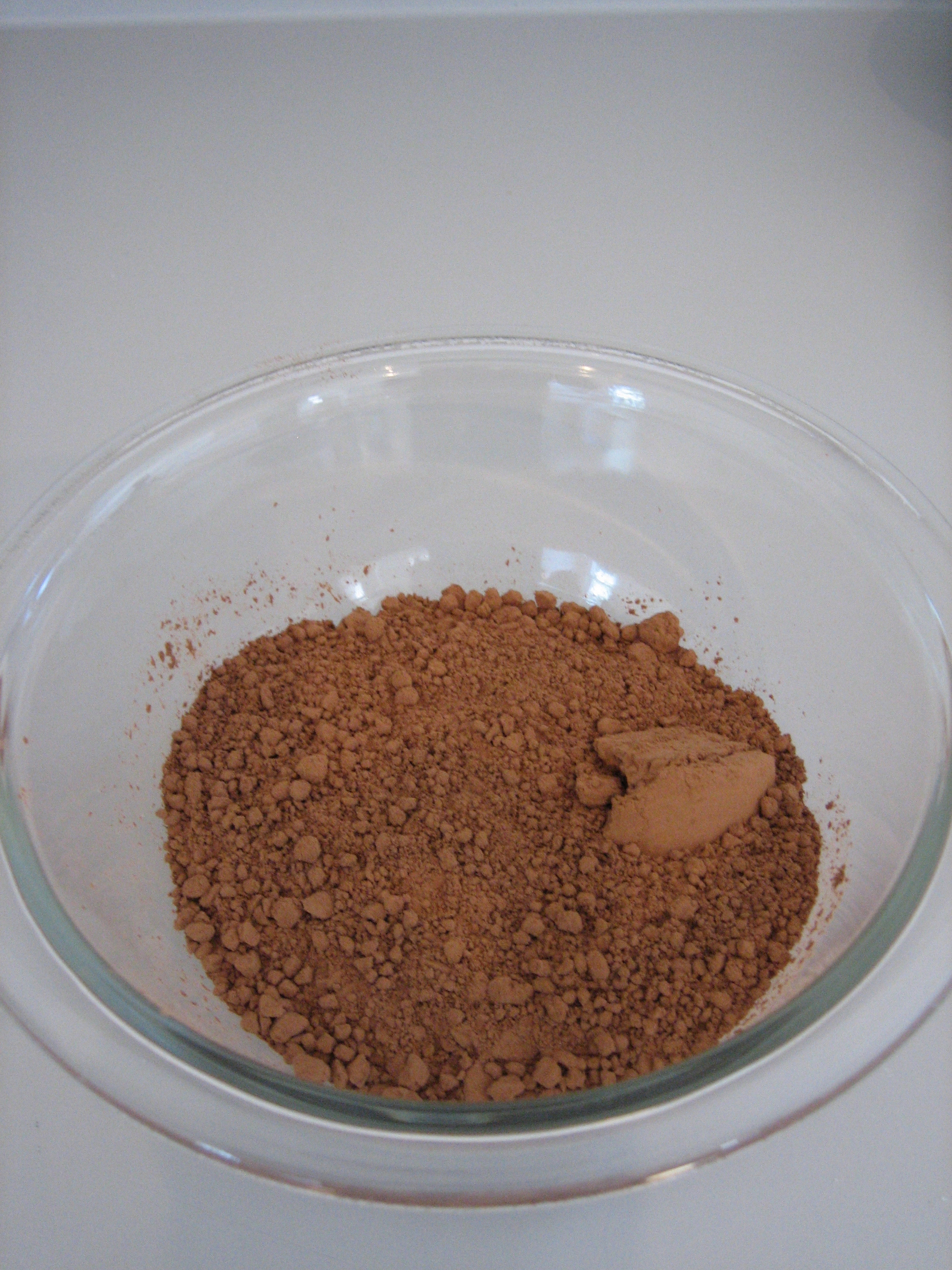
Cacao in polvere

Il Cocoa è il contratto futures con cui si scambia il cacao sui mercati finanziari ed è  regolamentato dallo standard internazionale della Intercontinental Exchange (ICE).

#### Fattori
Il prezzo del cacao è influenzato dai seguenti fattori:
- Fornitura globale: La fornitura di cacao è fortemente concentrata geograficamente. Oltre il 60% della produzione globale proviene da alcuni paesi dell'Africa occidentale con la Costa d'Avorio che è il più grande produttore. I prezzi del cacao possono subire forti oscillazioni a seguito delle notizie provenienti da questa regione. I disordini politici e civili e le controversie di lavoro possono creare colli di bottiglia nell'offerta che portano a forti aumenti dei prezzi. La Costa d'Avorio, ad esempio, ha sperimentato la corruzione politica e l'instabilità da quando ha dichiarato la sua indipendenza. Un aumento delle tensioni politiche in questo paese potrebbe ostacolare gravemente l'offerta di cacao.
- Impatto climatico: I baccelli di cacao richiedono un mix di clima umido e sole per maturare. Ogni fase del processo quinquennale dalla semina alla produzione dei frutti richiede condizioni climatiche ideali. Episodi di lunga siccità o forti piogge possono far seccare o marcire i baccelli. Poiché il tempo determina la resa del raccolto, può avere un forte impatto sui prezzi del cacao.
- Ciclo di produzione: Il ciclo di produzione, dalla semina del cacao alla raccolta, è un'impresa pluriennale. Gli agricoltori devono prendere decisioni sulla produzione agricola molto prima di vedere i profitti del loro investimento. Fattori tra cui le prospettive future per i prezzi influiscono sulla quantità di produzione. Tuttavia, poiché esiste un ciclo di crescita così lungo, l'offerta del mercato di cacao spesso non riesce a reagire rapidamente ai cambiamenti della domanda. Ciò può portare a carenze di cacao e picchi di prezzo. Ad aggravare questo problema c'è il fatto che il cacao è deperibile e non può essere conservato a tempo indeterminato.
- Trasporto e infrastrutture: Il cacao viene coltivato in parti del mondo per lo più povere con infrastrutture limitate. Le scarse strade e le attrezzature di trasporto rendono la regione suscettibile di interruzioni dell'approvvigionamento. Una pioggia eccessiva, ad esempio, può causare notevoli ritardi nel trasporto del cacao ai consumatori. Questi ritardi possono causare carenze di approvvigionamento e prezzi più elevati.
- Consumo discrezionale: I cambiamenti nei gusti dei consumatori possono influire sulla domanda di cacao e sui prezzi. In molti paesi occidentali, il consumo di cioccolato fondente è in aumento grazie alla pubblicità positiva sui suoi benefici per la salute. Il cioccolato fondente richiede più cacao per essere prodotto rispetto al cioccolato al latte. I consumatori dei mercati emergenti possono anche guidare i prezzi del cacao. Poiché il cioccolato è un elemento discrezionale, la ricchezza influisce sulla sua domanda. Man mano che le economie emergenti acquisiranno più ricchezza, la loro domanda di prodotti a base di cioccolato aumenterà probabilmente.
- Inflazione e deflazione della sterlina britannica Il cacao è una delle ultime materie prime rimaste ad essere scambiata in sterline britanniche. Quando la sterlina si indebolisce, il prezzo del cacao diventa più caro sul mercato dei futures di Londra. Tuttavia, i futures statunitensi sul cacao vengono scambiati in dollari, quindi il loro prezzo è influenzato dalla valuta statunitense.

## Olio essenziale
L'aroma e il sapore tipici del cacao sono dovuti all'olio essenziale del cacao, costituito da oltre il 50% di linalolo, dal 4% - 10% di acido ottanoico (con tracce di acido esanoico e acido nonanoico) e da una miscela di esteri, tra cui l'acetato di amile, il propionato di amile, il butirrato di amile, il butirrato di esile, il propionato di esile e l'acetato di linaloile.

## Usi terapeutici
Il cacao ha un potere antiossidante (ORAC) tra i più elevati in assoluto, un indice di valore 80933, circa 19 volte più potente di una mela, che notoriamente viene considerata un ottimo antiossidante. Le qualità del cacao sono varie: è indicato in quanto energetico, leggermente stimolante e secondo alcuni studi avrebbe anche virtù antidepressive.

## Uso della buccia
La buccia deriva dalla torrefazione del cacao nel processo di produzione di cioccolata. Oltre a essere un pacciame, è anche un buon concime organico a lenta cessione.
La buccia di cacao proveniente dal Ghana ha livelli NPK 5,7-0,4-4,8 con un ph 5,4. La buccia di cacao proveniente dal Sudamerica, distribuita da grosse multinazionali del cioccolato, utilizzata prevalentemente negli Stati Uniti ha livelli inferiori di NPK e un ph più acido.
È un biocida antiparassitario del terreno, allontana le lumache per la sua qualità ruvida, drena e condiziona il terreno, è facile disfarsene poiché si rimescola al terreno aumentandone così la sua qualità fertilizzante.
Le bucce di cacao sono inoltre utilizzate per la preparazione di infusi (tè di cacao) 

## Storia

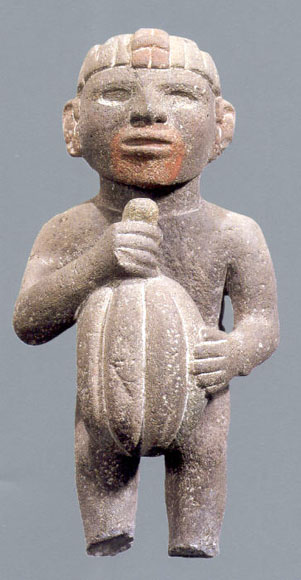
Scultura azteca di un uomo con in mano un frutto di cacao

In base alle ricostruzioni storiche, sembra che i Maya siano stati gli scopritori e i primi coltivatori del cacao. Secondo una leggenda azteca, la pianta venne donata dal dio Quetzalcoatl per alleviare gli esseri umani dalla fatica. Gli europei scoprirono i semi del cacao quando Cristoforo Colombo li ricevette in dono, durante il suo quarto viaggio, presso l'isola di Guanaja.
Nella civiltà azteca erano considerati un bene di lusso, e venivano importati per il fatto che la pianta non cresceva sul territorio dell'impero. Il consumo del cacao era una prerogativa dei ceti alti (nobili, guerrieri e sacerdoti), e rappresentava uno dei cardini della cucina azteca. I semi di cacao erano talmente preziosi da venire adoperati anche come moneta. Da ciò il primo nome del cacao (Amygdala pecuniaria, ovvero mandorla monetaria) poi sostituito da Linneo con Theobroma cacao o cibo degli dei. Le fonti del tempo narrano anche di frequenti contraffazioni effettuate riempiendo i gusci vuoti con sporcizia o fango. Proprio dal termine azteco in lingua nahuatl xocoatl deriva la parola "cioccolato".
I semi di cacao arrivano in Europa solo con Hernán Cortés nel 1528. Qui la bevanda ottiene il successo solo con l'aggiunta di zucchero, anice, cannella e vaniglia. Nel 1606 il cioccolato si produce anche in Italia, a Firenze e Venezia. Nel 1678 Antonio Ari ottiene dai Savoia il permesso di vendere la cioccolata in "bevanda". Alla scuola torinese di cioccolato si forma Francois-Luis Cailler che nel 1819 fonda la prima fabbrica svizzera di cioccolato a Vevey.
Nel 1802 il genovese Bozelli costruisce una macchina per raffinare la pasta di cacao. Nel 1828 l'olandese van Houten separa il burro di cacao. Nel 1865 a Torino, Caffarel mescola cacao e nocciole producendo il cioccolato gianduia. Nel 1878 lo svizzero Daniel Peter mescola il latte al cacao producendo il cioccolato al latte. Nel 1879 a Berna Rodolphe Lindt produce il cioccolato fondente. Nel 1923 a Chicago Frank Mars inventa la barretta al cioccolato.
Dal cupuaçu (Theobroma grandiflorum, albero della stessa famiglia del cacao) si produce un cioccolato molto simile, chiamato cupulate.